# Манастир Светог Саве (Фрушка гора)
Манастир Светог Саве је некадашњи манастир на Фрушкој гори, забележен само у дефтерском попису с краја 16. века, када је на име десетине и осталих пореза плаћао 500 акчи годишње. До данас није тачно утврђено где се налазио.

## Могуће локације
Лоциран је поред насеља Ново Село у Варадинској нахији. Село је већ 1702. године било пусто. Име села сачувано је у називу једне ливаде и једног потока у Сремској Каменици. 
Друга могућност локације је у суседном селу Старим Лединцима, на Клиси, узвишењу на Малом брегу, где постоје рушевине цркве. На тој локацији у опису опата Бононија из 1702. године забележене су и развалине цркве са кулом. 
Трећа могућност је да се овај сакрални објекат доведе у везу с једним од два нелоцирана манастира: Ђурашин и Буковац.

## Обнова манастира
Епископ сремски Василије прогласио је остатке средњовековне цркве у Старим Лединцима за манастир Светог Саве (Манастир Савинац) и тако започео обнову ове цркве и манастира, 2017. године. Од како је за настојатељицу васпостављене монашке обитељи постављена Теодора Батинић, у оквиру овог манастира редовно се обављају сва типиком прописана богослужења.